# 10대의 반항 (1991년 영화)
《10대의 반항》(Resistance of Teenagers)은 1991년에 개봉한 대한민국의 영화이다.

## 줄거리
강일의 모든 관심과 꿈은 최고의 오토바이 레이서가 되는 것이다. 그러나 지극히 모범생이고 똑똑한 형 때문에 버림을 받은 자식처럼 뒷골목을 떠돈다. 그는 우연히 부모가 외국에 있는 관계로 고아아닌 고아가 된 희철을 만난다. 이들은 같은 처지라는 느낌때문에 가까와지고 함께 살게 된다. 오직 좋은 오토바이를 마련하려는 욕심으로 독수리패와 어울리던 강일은 다른 패거리의 두목인 하마의 여동생 장미와 가까와진다. 하마패는 계속 이들의 만남을 방해하고, 강일은 국내 최고의 오토바이레이서인 하마와 경주를 하기로 한다. 희철과 독수리패의 도움으로 간신히 오토바이를 마련한 강일은 결전의 날을 맞는다. 그러나 적수인 하마를 죽이려던 독수리패의 음모는 어이없게도 희철의 죽음을 부르고, 강일은 경주를 승리로 장식한다.

## 캐스팅
- 김민종
- 박재호
- 이은경
- 김을동
- 김애경
- 박준규
- 김주승
- 박혜란